# Miedźna (gemeente)
De gemeente Miedźna is een landgemeente in het Poolse woiwodschap Silezië, in powiat Pszczyński.
De zetel van de gemeente is in Miedźna.

## Oppervlakte gegevens
In 2002 bedroeg de totale oppervlakte van gemeente Miedźna 49,91 km², waarvan:
- agrarisch gebied: 65%
- bossen: 19%

De gemeente beslaat 29,54% van de totale oppervlakte van de powiat.

## Demografie
Stand op 31 december 2005:
| Omschrijving                   | Totaal | Totaal | Vrouwen | Vrouwen | Mannen | Mannen |
| ------------------------------ | ------ | ------ | ------- | ------- | ------ | ------ |
| eenheid                        | aantal | %      | aantal  | %       | aantal | %      |
| inwoners                       | 15 434 | 100    | 7670    | 49,7    | 7764   | 50,3   |
| bevolkingsdichtheid (inw./km²) | 309,2  | 309,2  | 153,7   | 153,7   | 155,6  | 155,6  |

In 2002 bedroeg het gemiddelde inkomen per inwoner 1124,56 zł.

## Administratieve plaatsen (sołectwo)
Frydek, Gilowice, Góra, Grzawa, Miedźna, Wola.

## Aangrenzende gemeenten
Bestwina, Bojszowy, Brzeszcze, Oświęcim, Wilamowice